# Vogel des Jahres (Österreich)
Der Vogel des Jahres wird seit 2000 in Österreich von BirdLife Österreich gekürt. Von 2000 bis 2020 wurde der Vogel des Jahres vom Naturschutzbund Deutschland übernommen.
Bisher wurden folgende Vögel des Jahres gewählt:
| Jahr | deutscher Name   | wissenschaftlicher Name | Abbildung             |
| ---- | ---------------- | ----------------------- | --------------------- |
| 2000 | Rotmilan         | Milvus milvus           | 2000 Rotmilan         |
| 2001 | Haubentaucher    | Podiceps cristatus      | 2001 Haubentaucher    |
| 2002 | Haussperling     | Passer domesticus       | 2002 Haussperling     |
| 2003 | Mauersegler      | Apus apus               | 2003 Mauersegler      |
| 2004 | Zaunkönig        | Troglodytes troglodytes | 2004 Zaunkönig        |
| 2005 | Uhu              | Bubo bubo               | 2005 Uhu              |
| 2006 | Kleiber          | Sitta europaea          | 2006 Kleiber          |
| 2007 | Turmfalke        | Falco tinnunculus       | 2007 Turmfalke        |
| 2008 | Kuckuck          | Cuculus canorus         | 2008 Kuckuck          |
| 2009 | Eisvogel         | Alcedo atthis           | 2009 Eisvogel         |
| 2010 | Kormoran         | Phalacrocorax carbo     | 2010 Kormoran         |
| 2011 | Gartenrotschwanz | Phoenicurus phoenicurus | 2011 Gartenrotschwanz |
| 2012 | Dohle            | Corvus monedula         | 2012 Dohle            |
| 2013 | Bekassine        | Gallinago gallinago     | 2013 Bekassine        |
| 2014 | Grünspecht       | Picus viridis           | 2014 Grünspecht       |
| 2015 | Habicht          | Accipiter gentilis      | 2015 Habicht          |
| 2016 | Stieglitz        | Carduelis carduelis     | 2016 Stieglitz        |
| 2017 | Waldkauz         | Strix aluco             | 2017 Waldkauz         |
| 2018 | Star             | Sturnus vulgaris        | 2018 Star             |
| 2019 | Feldlerche       | Alauda arvensis         | 2019 Feldlerche       |
| 2020 | Turteltaube      | Streptopelia turtur     | 2020 Turteltaube      |
| 2021 | Girlitz          | Serinus serinus         | 2021 Girlitz          |
| 2022 | Mehlschwalbe     | Delichon urbicum        | 2022 Mehlschwalbe     |
| 2023 | Braunkehlchen    | Saxicola rubetra        | 2023 Braunkehlchen    |
| 2024 | Grauammer        | Emberiza calandra       | 2024 Grauammer        |
| 2025 | Krickente        | Anas crecca             | 2025 Krickente        |